# Casa Dumitru Norocea
Casa Dumitru Norocea este un monument istoric aflat pe teritoriul municipiului Curtea de Argeș.

## Istoric și trăsături
A fost construită de pictorul Dumitru Norocea, restaurator al picturii Bisericii Domnești, în perioada 1914-1924. Prelucrare în arhitectura cultă a motivului locuinței muscelene, clădirea oferă un exemplu bine păstrat, de interior integrat conceptual cu arhitectura edificiului.

## Imagini din exterior

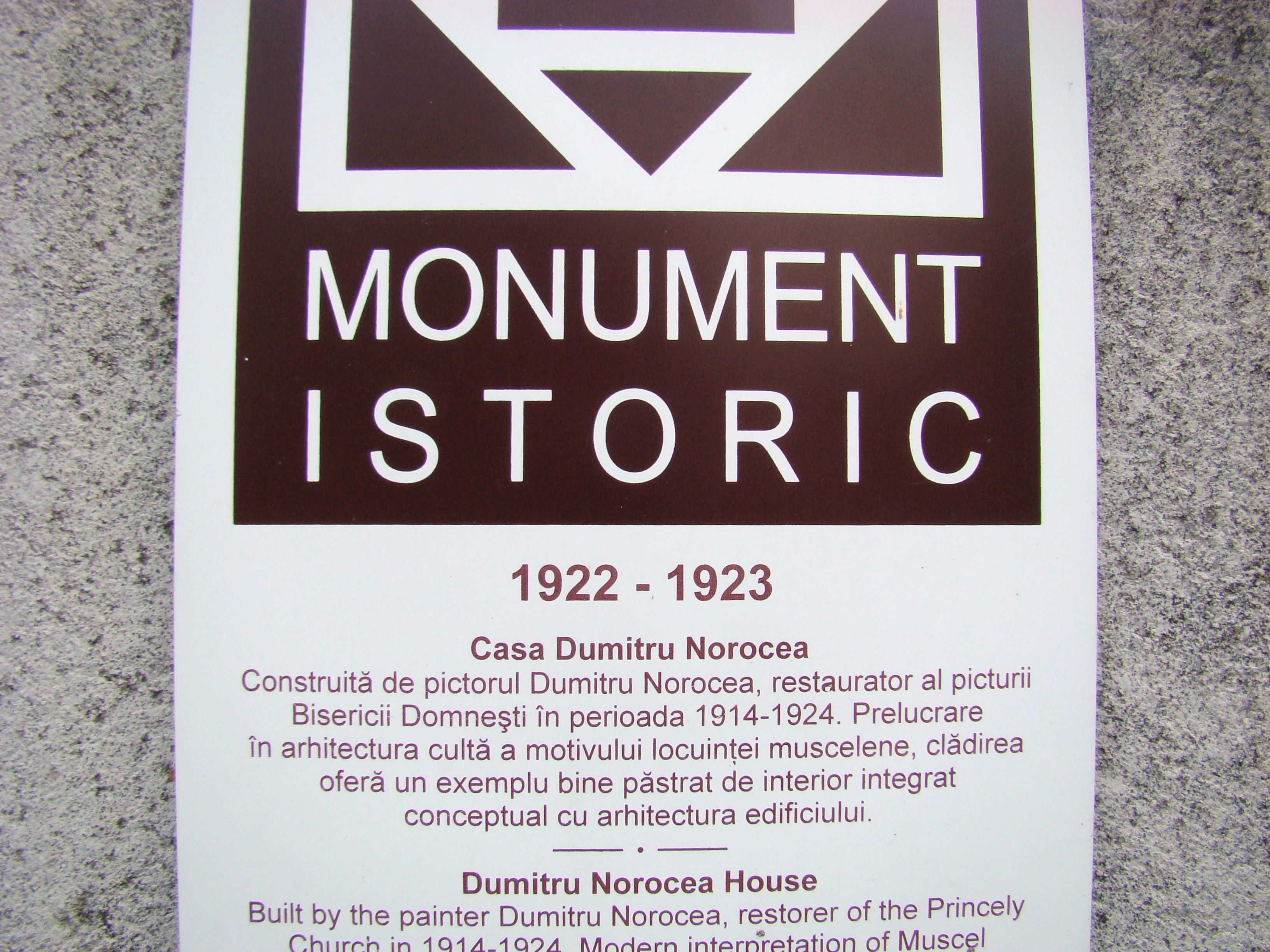
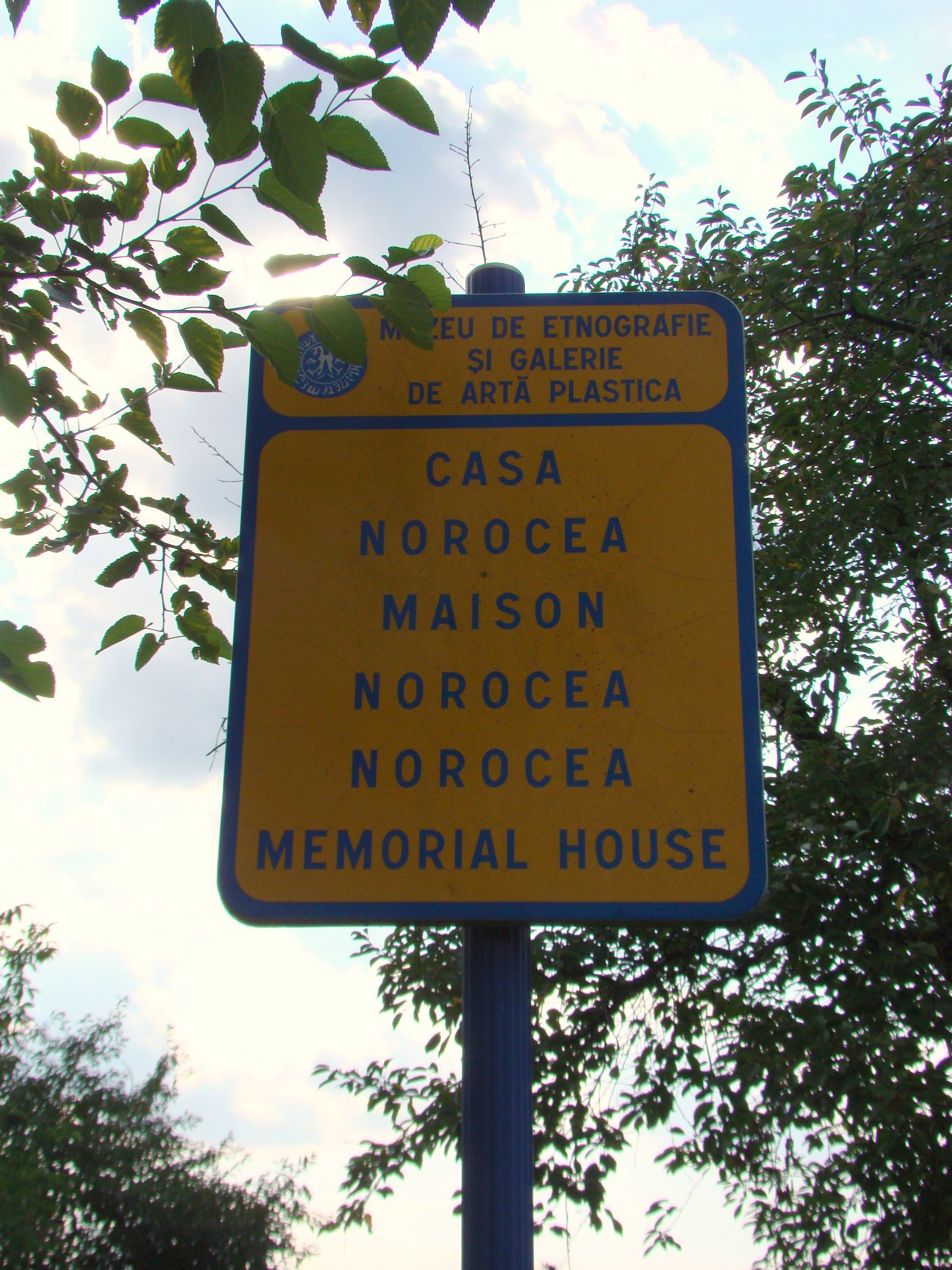
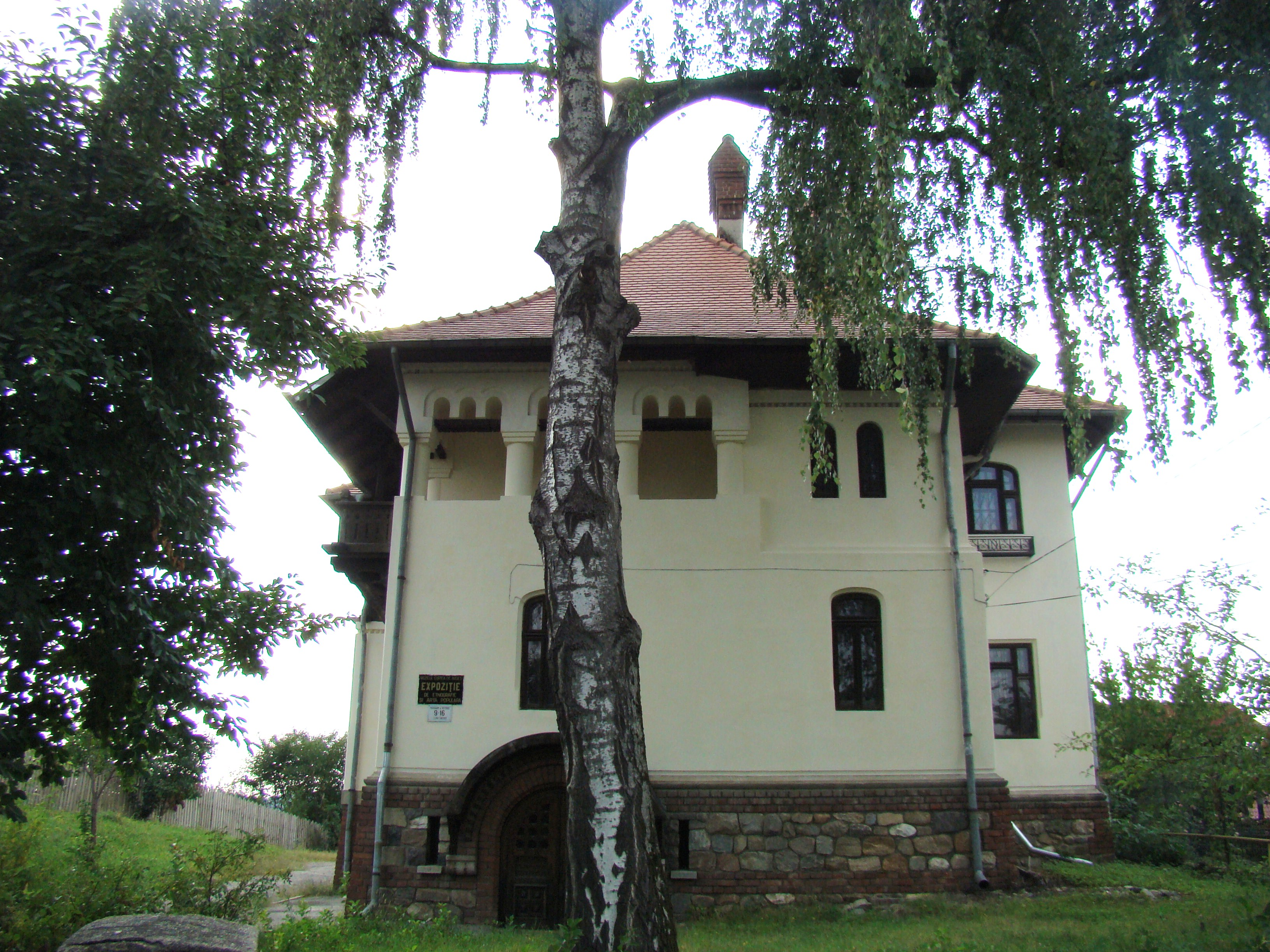
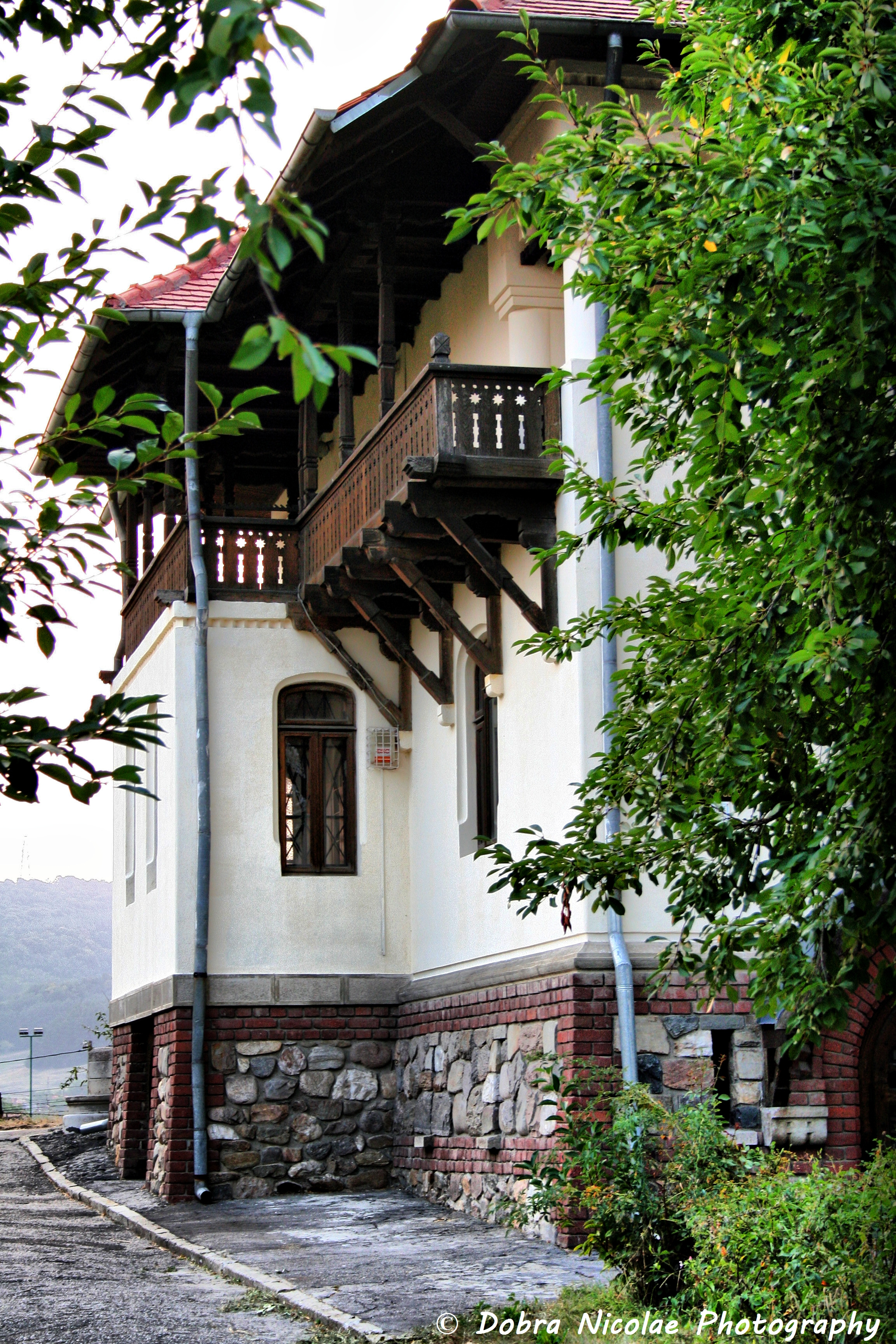
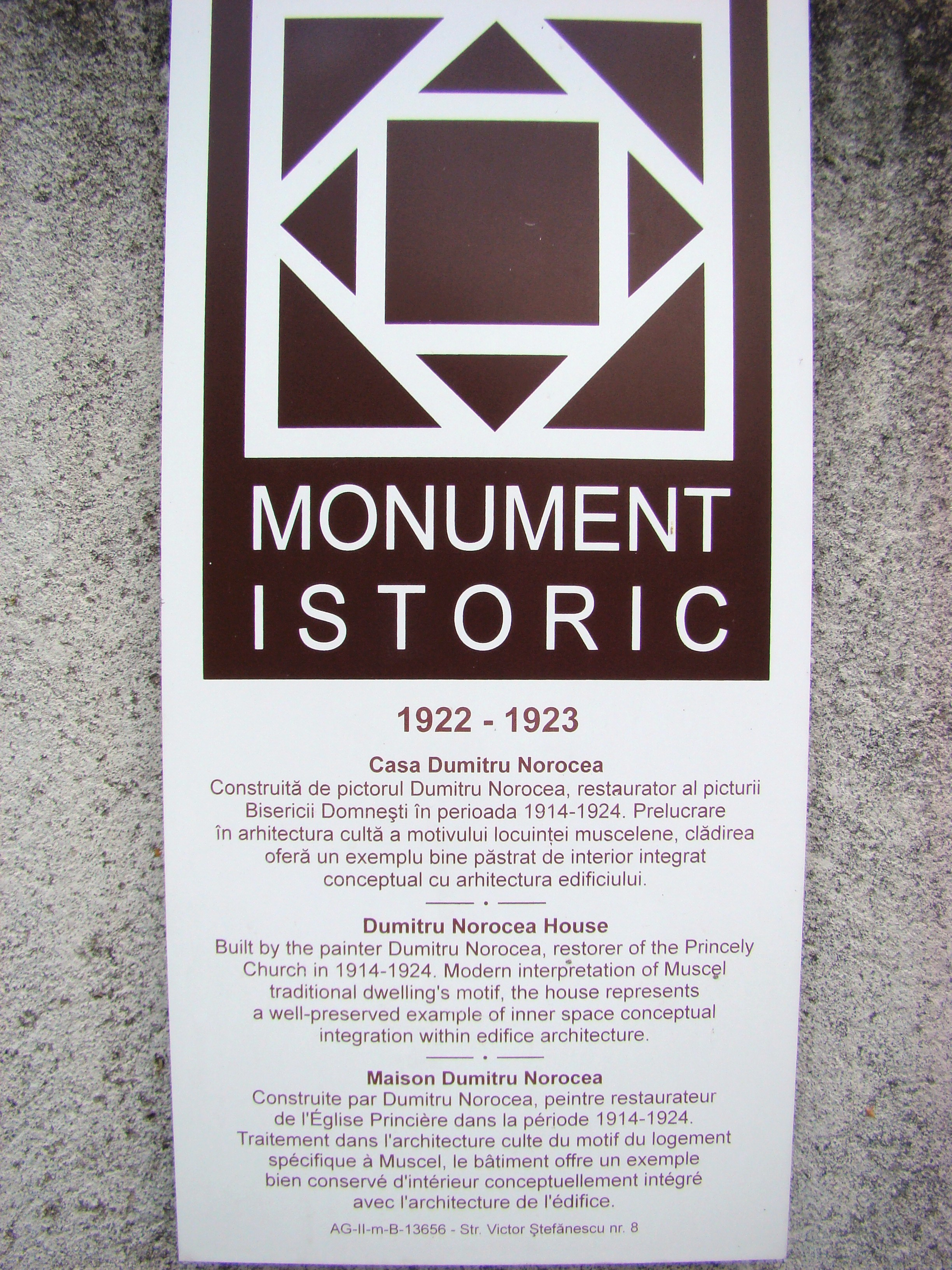

## Vezi și
- Curtea de Argeș